# Literatura irlandeză

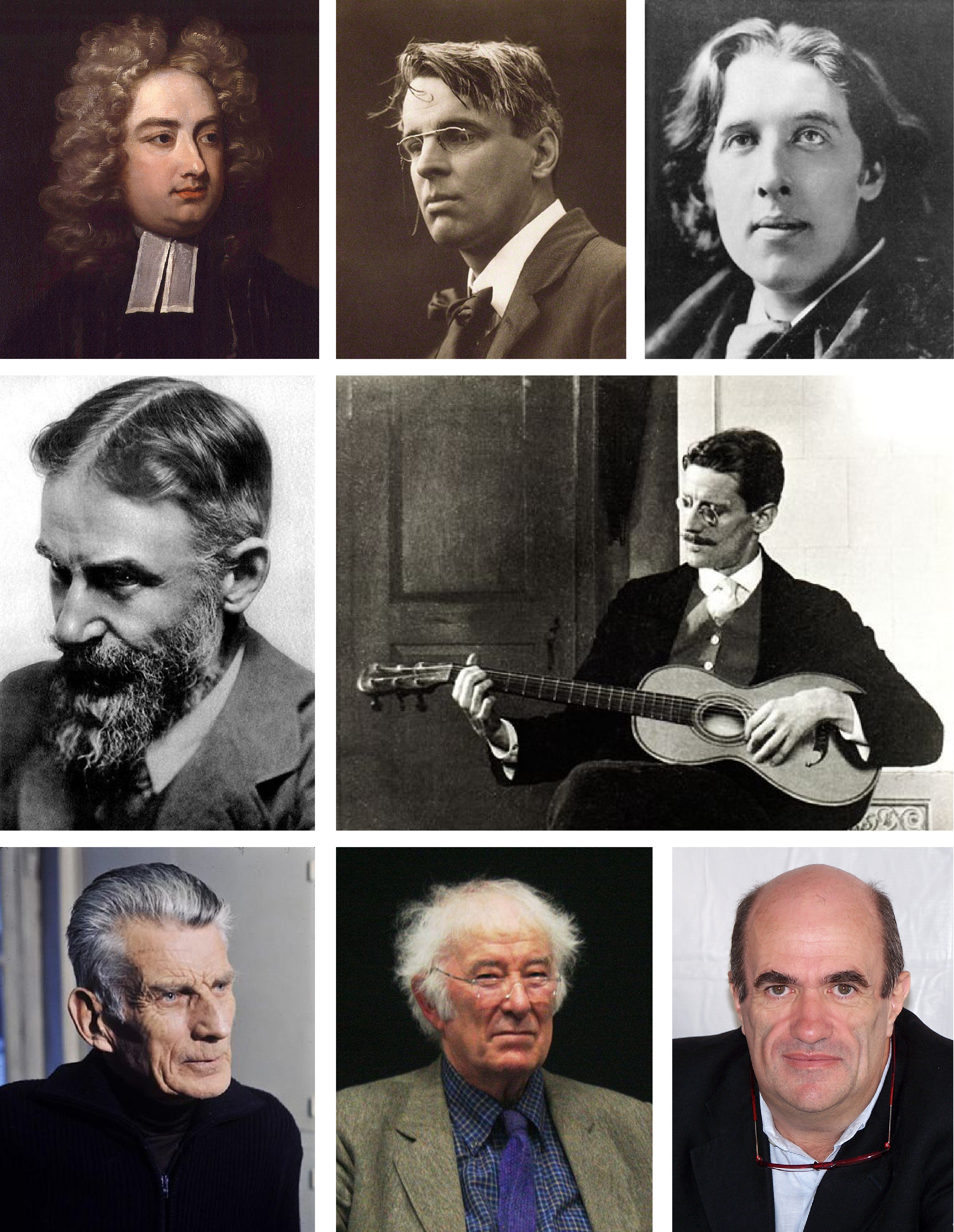
Scriitori irlandezi reprezentativi. În sensul acelor de ceasornic din stânga sus: Jonathan Swift; W.B. Yeats; Oscar Wilde; James Joyce; Colm Toibín; Seamus Heaney; Samuel Beckett; G.B. Shaw.

Literatura irlandeză cuprinde scrieri de pe insula Irlandei în limbile irlandeză, latină, engleză și scoțiană (Ulster Scots). Cea mai veche scriere irlandeză înregistrată datează din secolul al VII-lea și aparține unor călugări care au scris atât în latină, cât și în irlandeză timpurie. Pe lângă scrierea scripturală, călugării din Irlanda au consemnat poezii și povești mitologice. Foarte multe scrieri mitologice irlandeze au supraviețuit, inclusiv povești precum The Táin și Mad King Sweeny (Nebunul rege Sweeny).
Limba engleză a fost introdusă în Irlanda în secolul al XIII-lea, în urma invaziei normande în Irlanda. Limba irlandeză a rămas, însă, limba dominantă a literaturii irlandeze până în secolul al XIX-lea, în ciuda unui declin lent începând din secolul al XVII-lea, odată cu extinderea puterii engleze. În ultima parte a secolului al XIX-lea, s-a înregistrat o înlocuire rapidă a irlandezilor cu englezi în cea mai mare parte a țării, mai ales în perioada cunoscută drept Marea Foamete, care a avut ca urmare decimarea populației irlandeze prin înfometare și emigrare. La sfârșitul secolului, însă, naționalismul cultural a afișat o nouă energie, fiind marcat de renașterea galică (cea care a încurajat o literatură modernă în irlandeză) și, la un nivel generalizat, de renașterea literară irlandeză.
Primii mari exponenți ai tradiției literare anglo-irlandeze au fost Richard Head și Jonathan Swift, urmați de Laurence Sterne, Oliver Goldsmith și Richard Brinsley Sheridan. „Caoineadh Airt Uí Laoghaire”, scris tot în secolul al XVIII-lea și aparținând scriitoarei de limbă irlandeză Eibhlín Dubh Ní Chonaill, este unanim considerat cel mai important poem din Irlanda sau Anglia care a fost scris în secolul respectiv și în care autoarea deplânge moartea soțului, Art Uí Laoghaire.
La sfârșitul secolului al XIX-lea și pe tot parcursul secolului al XX-lea, literatura irlandeză s-a remarcat printr-o serie fără precedent de lucrări de succes la nivel global, în special cele ale lui Oscar Wilde, Bram Stoker, James Joyce, W.B. Yeats, Samuel Beckett, Elizabeth Bowen, C.S. Lewis, Kate O'Brien și George Bernard Shaw, dintre care cei mai mulți au părăsit Irlanda pentru a-și reface viața în alte țări europene precum Anglia, Spania, Franța și Elveția. Între timp, descendenții coloniștilor scoțieni din Ulster au format tradiția scrisului Ulster-Scots, cu un accent deosebit de puternic pe poezia rimată.
Deși engleza a fost limba dominantă în literatura irlandeză a secolului al XX-lea, s-au realizat și un număr considerabil de lucrări semnificative în irlandeză. Un astfel de pionier, un scriitor modernist în limba irlandeză a fost Pádraic Ó Conaire, iar viața tradițională a fost puternic reprezentată într-o serie de autobiografii ale vorbitorilor nativi de irlandeză de pe coasta de vest, exemplificată în lucrările lui Tomás Ó Criomhthain și Peig Sayers. Máiréad Ní Ghráda a scris numeroase piese de succes, deseori influențate de Bertolt Brecht, precum și prima traducere a lui Peter Pan, Tír na Deo, și Manannán, prima carte științifico-fantastică în limba irlandeză. Cel mai remarcabil prozator modernist în limba irlandeză a fost Máirtín Ó Cadhain, iar printre alți poeți de seamă au fost Caitlín Maude, Máirtín Ó Direáin, Seán Ó Ríordáin și Máire Mhac an tSaoi. Brendan Behan (care a scris poezie și o piesă în irlandeză) și Flann O'Brien au fost doi dintre scriitorii bilingvi proeminenți. Două romane de O'Brien, At Swim Two Birds (Când înoată două păsări) și The Third Policeman (Al treilea polițist), sunt considerate exemple timpurii de ficțiune postmodernă, dar el a scris și un roman satiric în irlandeză, numit An Béal Bocht (tradus ca The Poor Mouth - Sărmana gură). Liam O'Flaherty, care a devenit celebru ca scriitor în limba engleză, a publicat și o carte de povestiri în irlandeză (Dúil). Literatura contemporană în limba irlandeză continuă să se dezvolte, Éilís Ní Dhuibhne și Nuala Ní Dhomhnaill fiind prolifice în poezie și proză.
Cea mai mare atenție a fost acordată scriitorilor irlandezi care au scris în engleză și care s-au aflat în fruntea mișcării moderniste, în special lui James Joyce, al cărui roman Ulise este considerat una dintre cele mai influente lucrări ale secolului. Dramaturgul Samuel Beckett, pe lângă o mare cantitate de ficțiune în proză, a scris o serie de piese importante, inclusiv În așteptarea lui Godot. Câțiva scriitori irlandezi au excelat la scrierea de nuvele, în special Edna O'Brien, Frank O'Connor, Lordul Dunsany și William Trevor. Alți scriitori irlandezi remarcabili din secolul XX au fost poeții Eavan Boland și Patrick Kavanagh, dramaturgii Tom Murphy și Brian Friel și romancierii Edna O'Brien și John McGahern. La sfârșitul secolului XX, s-au evidențiat mulți poeți irlandezi, în special cei din Irlanda de Nord, printre care Derek Mahon, Medbh McGuckian, John Montague, Seamus Heaney și Paul Muldoon. În prezent, în Irlanda de Nord apar noi și noi lucrări de succes, precum cele ale lui Sinéad Morrissey și Lisa McGee.
Printre scriitorii irlandezi binecunoscuți, care au scris în limba engleză în secolul al XXI-lea se numără: Edna O'Brien, Colum McCann, Anne Enright, Roddy Doyle, Moya Cannon, Sebastian Barry, Colm Toibín și John Banville, cu toții câștigători ai unor premii importante. Scriitorii mai tineri sunt: Sinéad Gleeson, Paul Murray, Anna Burns, Billy O'Callaghan, Kevin Barry, Emma Donoghue, Donal Ryan, Sally Rooney și dramaturgii Marina Carr și Martin McDonagh. De asemenea, și scrisul în irlandeză a continuat să se dezvolte. 

## Evul Mediu: 500–1500

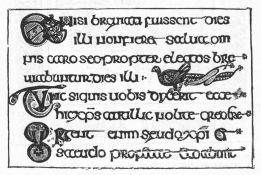
Scriere irlandeză din secolul al VIII-lea

Irlanda are una dintre cele mai vechi literaturi vernaculare din vestul Europei (după greacă și latină).
Irlandezii au devenit pe deplin alfabetizați odată cu apariția creștinismului în secolul al V-lea. Anterior, pentru inscripții era folosit un sistem simplu de scriere cunoscut sub numele de „ogham”. Aceste inscripții erau în mare parte simple declarații de tipul „x fiul lui y”. Introducerea limbii latine a determinat adaptarea alfabetului latin la limba irlandeză și apariția unei mici clase de alfabetizați, atât clerici cât și laici.
Cele mai vechi opere literare realizate în Irlanda îi aparțin Sfântului Patrick: este vorba de Confessio și Epistola, ambele în latină. Cele mai vechi opere literare în irlandeză au fost reprezentate de poezie lirică originală și saga în proză despre evenimente din trecutul îndepărtat. Cea mai veche poezie, compusă în secolul al VI-lea, ilustrează o puternică credință religioasă sau descrie natura, iar uneori, era scrisă pe marginea manuscriselor iluminate. „Mierla din Belfast Lough”, un fragment de vers silabic datând probabil din secolul al IX-lea, a inspirat reinterpretări și traduceri moderne, realizate de John Montague, John Hewitt, Seamus Heaney, Ciaran Carson și Thomas Kinsella, precum și o versiune în irlandeza modernă aparținând lui Tomás Ó Floinn.
Cartea lui Armagh este un manuscris iluminat din secolul al IX-lea, scris în mare parte în latină, care conține texte timpurii referitoare la Sfântul Patrick și unele dintre cele mai vechi exemplare rămase din irlandeza veche. Este unul dintre cele mai vechi manuscrise realizate de o biserică insulară, care să conțină o copie aproape integrală a Noului Testament. Manuscrisul a fost opera unui scrib pe nume Ferdomnach din Armagh (decedat în 845 sau 846). Ferdomnach a scris prima parte a cărții în 807 sau 808, pentru moștenitorul lui Patrick (comarba) - Torbach. A fost unul dintre simbolurile utilizate în practicile religioase de către Arhiepiscopul de Armagh.
Analele Ulsterului (în irlandeză Annála Uladh) reflectă perioada 431 d.Hr -1540 d.Hr. și au fost elaborate pe teritoriul a ceea ce reprezintă acum Irlanda de Nord: înregistrările până în 1489 d.Hr. au fost realizate la sfârșitul secolului al XV-lea de către scribul Ruaidhrí Ó Luinín, sub oblăduirea lui Cathal Óg Mac Maghnusa, pe insula Belle Isle de pe Lough Erne. Ciclul Ulster, scris în secolul al XII-lea, este un corp de legende eroice irlandeze medievale și saga ale eroilor tradiționali din Ulaid, actualmente estul Ulsterului și nordul Leinsterului, în special județele Armagh, Down și Louth. Poveștile sunt scrise în irlandeză veche și mijlocie, mai ales în proză, intercalate ocazional cu fragmente în versuri. Limbajul celor mai vechi povestiri este atribuit secolului al VIII-lea, iar evenimentele și personajele menționate în poeme datează din secolul al VII-lea.
După Perioada irlandeză veche, a apărut o gamă vastă de poezie din epoca medievală și renascentistă. Treptat, irlandezii au creat o tradiție clasică în propria lor limbă. Versul a rămas în continuare principalul instrument al exprimării literare, iar până în secolul al XII-lea problemele de formă și stil au fost definitivate, puține alte schimbări intervenind până în secolul al XVII-lea.
Scriitorii irlandezi medievali au creat, de asemenea, o literatură amplă în latină: această literatură hiberno-latină s-a remarcat prin vocabularul elevat, inclusiv o mai mare utilizare a neologismelor din greacă și ebraică decât se obișnuia în latina medievală din alte regiuni ale Europei.
Limba irlandeză literară (cunoscută în engleză ca irlandeză clasică), era un ansamblu sofisticat cu forme elaborate de versuri și era predată în școlile bardice (academiile de învățământ superior), atât în Irlanda, cât și în Scoția. În aceste școli s-au format istorici, avocați și o clasă literară profesionistă care depindea de aristocrație pentru patronaj. Mare parte a scrierilor din această perioadă aveau caracter convențional, în semn de laudă pentru patroni și familiile lor, dar cele mai bune dintre ele erau de o calitate excepțională și includeau poezii de natură personală. Gofraidh Fionn Ó Dálaigh (secolul al XIV-lea), Tadhg Óg Ó hUiginn (secolul al XV-lea) și Eochaidh Ó hEoghusa (secolul al XVI-lea) au fost printre cei mai străluciți dintre acești poeți. Fiecare familie nobilă deținea un corp de manuscrise care conținea materiale genealogice și de alte tipuri, iar lucrările celor mai buni poeți erau folosite în scopuri didactice în școlile bardice. În această societate ierarhică, pe treapta cea mai înaltă se aflau poeții pe deplin pregătiți; erau membri oficiali ai curții, dar încă se mai credea că ar poseda puteri magice străvechi.
Femeile au fost în mare parte excluse din literatura oficială, deși femeile aristocrate puteau fi patroane. Un exemplu este nobila Mairgréag Ní Cearbhaill din secolul al XV-lea, lăudată de învățați pentru ospitalitatea ei. Un număr considerabil de femei aristocrate erau alfabetizate, iar unele contribuiau la un corpus neoficial de poezie de dragoste curtenească cunoscut sub numele de dánta grádha.
În perioada medievală, proza a prosperat prin basme. Invazia normandă din secolul al XII-lea a introdus un nou corp de povești care au influențat tradiția irlandeză și, în timp, s-a trecut la traduceri din limba engleză.
Poeții irlandezi au compus, de asemenea, Dindsenchas („știința locurilor”), un grup de texte onomastice care consemnează originile numelor localităților și tradițiile privind evenimente și personaje asociate cu locurile respective. Având în vedere că multe dintre legendele corelate se referă la fapte săvârșite de figuri mitice și legendare, dindsenchas reprezintă o sursă importantă pentru studiul mitologiei irlandeze.

### Cicluri de saga mitologice și legendare irlandeze

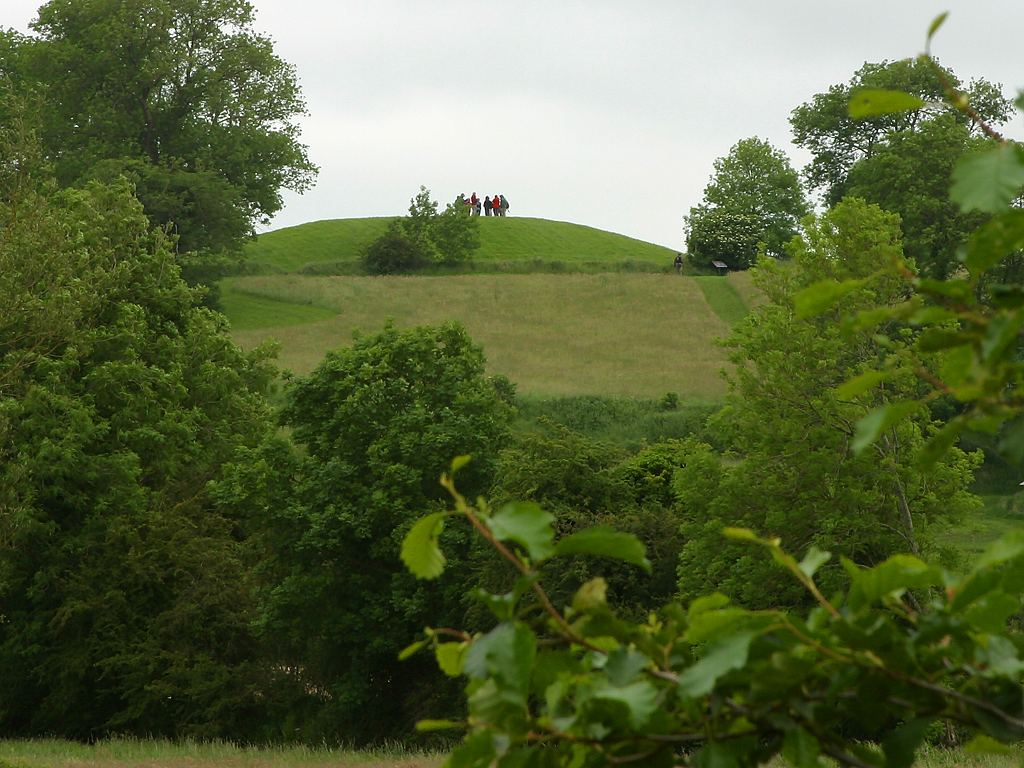
Fortul Navan: identificat ca străvechiul Emain Macha, locul unde au fost plasate multe povestiri din ciclul Ulster

Literatura irlandeză timpurie este, de regulă, structurată în patru cicluri epice. S-a spus despre aceste cicluri că sunt formate dintr-o serie de personaje și locații recurente. Primul dintre acestea este Ciclul Mitologic, care se referă la panteonul păgân irlandez, Tuatha Dé Danann. Personajele recurente din aceste povești sunt Lug, Dagda și Óengus, în timp ce multe dintre povești se desfășoară în jurul Brú na Bóinne. Povestea principală a ciclului mitologic este Cath Maige Tuired (Bătălia de la Moytura), care arată cum Tuatha Dé Danann i-au învins pe fomorieni. Istoriile sintetice ulterioare ale Irlandei au plasat data acestei bătălii concomitent cu Războiul Troian.
Al doilea este Ciclul Ulster, menționat mai sus, cunoscut și sub numele de Ciclul Ramura Roșie sau Ciclul Eroic. Acest ciclu conține povești despre conflictele dintre ținuturile Ulster și Connacht în timpul domniilor legendare ale regelui Conchobar mac Nessa în Ulster și Medb și Ailill în Connacht. Saga principală a ciclului Ulster este Táin Bó Cúailnge, așa-numita „Iliada Gaelului”. Alte personaje recurente sunt Cú Chulainn, o figură comparabilă cu eroul grec Ahile, cunoscut pentru terifianta sa frenezie în luptă, sau ríastrad, Fergus și Conall Cernach. Locațiile principale sunt Emain Macha și Cruachan. Evenimentele relatate se întind de la sfârșitul secolului I î.Hr. până la începutul secolului I d.Hr., moartea lui Conchobar fiind plasată în aceeași zi cu Răstignirea.
Al treilea este format din povești de dragoste create în jurul lui Fionn Mac Cumhaill, fiului său Oisin și nepotului său Oscar, în timpul domniei Înaltului Rege al Irlandei Cormac Mac Airt, în secolele II și III d.Hr. Acest ciclu de dragoste este de obicei numit Ciclul fenian, deoarece se axează pe Fionn Mac Cumhaill și fianna (miliția) sa. Dealul lui Allen este adesea asociat cu Ciclul fenian. Poveștile principale ale ciclului Fenian sunt Acallam na Senórach (deseori tradus Colocviu cu străbunii sau Poveștile bătrânilor din Irlanda) și Tóraigheacht Dhiarmada agus Ghráinne (În căutarea lui Diarmuid și Gráinne). Deși există povești timpurii despre Fionn, cea mai mare parte a Ciclului fenian pare să fi fost scrisă mai târziu decât celelalte cicluri.
Al patrulea este Ciclul Istoric sau Ciclul Regilor. Ciclul istoric variază de la Labraid Loingsech, aproape în întregime mitologic, despre care se presupune că a devenit Înaltul Rege al Irlandei în jurul anului 431 î.Hr., până la Brian Boru, în întregime istoric, care a domnit ca Înalt Rege al Irlandei în secolul al XI-lea d.Hr. Ciclul istoric include povestea medievală târzie Buile Shuibhne (Frenezia lui Sweeney), care a stat la baza lucrărilor lui T.S. Eliot și Flann O'Brien, și Cogad Gáedel re Gallaib (Războiul irlandezilor cu străinii), care relatează războaiele lui Brian Boru împotriva vikingilor. Spre deosebire de celelalte cicluri, de data aceasta nu există un set omogen de personaje sau locații, întrucât decorurile poveștilor se întind pe mai mult de o mie de ani, deși în multe povești apare Conn Cétchathach sau Niall Noígíallach, iar Dealul Tara reprezintă o locație comună.
Contrar formatelor standard adoptate de ciclurile epice europene, legendele irlandeze au fost scrise în prosimetrum, adică proză, cu intercalări de versuri menite să exprime o emoție puternică. Deși, de regulă, cuprinse în manuscrise din perioade ulterioare, multe dintre aceste lucrări sunt scrise într-un limbaj mai vechi decât timpul manuscriselor respective. O parte din poezia inserată în aceste povești este adesea cu mult mai veche decât povestea în care este conținută. Așadar, nu este ceva neobișnuit să găsim poezie din perioada irlandeză veche într-o poveste scrisă în principal în irlandeză medie.
Cu toate că aceste patru cicluri sunt cunoscute cititorilor de astăzi, ele au fost descoperite de savanții moderni. Mai multe povești nu se încadrează perfect într-o anumită categorie sau nu se încadrează în nicio categorie. Scriitorii irlandezi timpurii au creat povești structurate din punct de vedere al genului, cum ar fi: Aided (povești despre moarte), Aislinge (viziuni), Cath (povești de luptă), Echtra (aventuri), Immram (călătorii), Táin Bó (raiduri de vite), Tochmarc (ritualuri de curtare) și Togail (Distrugeri). Pe lângă mitologia irlandeză, au existat și adaptări în irlandeză de mijloc ale poveștilor mitologice clasice, precum Togail Troí (Distrugerea Troiei, adaptare din Daretis Phrygii de excidio Trojae historia, presupus de Dares Phrygius), Togail na Tebe (Distrugerea) din Teba, din Statius' Thebaid) și Imtheachta Æniasa (din Eneida lui Vergiliu).

## Perioada modernă timpurie: 1500–1800
Secolul al XVII-lea a fost marcat de înăsprirea controlului englez asupra Irlandei și suprimarea aristocrației tradiționale. Practic, clasa literară și-a pierdut patronii, deoarece noua nobilime era vorbitoare de limba engleză și nu agrea vechea cultură. Expresiile clasice elaborate și-au pierdut supremația și au fost în mare parte înlocuite cu forme mai populare. A fost o epocă a tensiunilor sociale și politice, așa cum au exprimat poetul Dáibhí Ó Bruadair și autorii anonimi ai Pairliment Chloinne Tomáis, o satiră în proză despre aspirațiile claselor inferioare. Alt gen de proză l-au reprezentat lucrările istorice ale lui Geoffrey Keating (Seathrún Céitinn) și compilația cunoscută sub numele de Analele celor patru maeștri.
Consecințele acestor schimbări s-au resimțit în secolul al XVIII-lea. Poezia era încă forma literară predominantă, iar practicanții ei erau adesea cărturari săraci, educați clasic la școlile locale și profesori de meserie. Acest gen de scriitori au fost autorii unor lucrări în forme populare pentru un public local. Așa s-a întâmplat mai ales în Munster, în sud-vestul Irlandei, cu nume importante precum Eoghan Rua Ó Súilleabháin și Aogán Ó Rathaille din Sliabh Luachra. Încă se mai găseau câțiva patroni locali, chiar și la începutul secolului al XIX-lea, cu precădere printre puținele familii supraviețuitoare ale aristocrației galice.
Irlandeza încă era o limbă urbană și a continuat să fie la fel și în secolul al XIX-lea. În prima jumătate a secolului al XVIII-lea, Dublin a găzduit un cerc literar de limbă irlandeză relaționat cu familia Ó Neachtain (Naughton), un grup cu importante conexiuni continentale.
Există puține dovezi ale alfabetizării feminine din această perioadă, dar femeile au jucat un rol extrem de important în tradiția orală. Au compus principalele bocete tradiționale. Cel mai celebru dintre acestea este Caoineadh Airt Uí Laoghaire, compus la sfârșitul secolului al XVIII-lea de Eibhlín Dubh Ní Chonaill, una dintre ultimii nobili galici din West Kerry. Astfel de lucrări nu au fost consemnate în scris până în secolul al XIX-lea, când au fost culese.

### Tradiția manuscrisului
Mult timp după introducerea tiparului în Irlanda, lucrările în irlandeză au continuat să fie diseminate sub formă de manuscris. Prima carte tipărită din Irlanda a fost Cartea rugăciunii comune.
Accesul la tipar a fost împiedicat în anii 1500 și 1600 de cenzura oficială, deși o versiune irlandeză a Bibliei (cunoscută sub numele de Biblia lui Bedell, după clerul anglican care a comandat-o) a fost publicată în secolul al XVII-lea. O serie de lucrări populare în irlandeză, atât religioase, cât și laice, erau deja disponibile în format tipărit la începutul secolului al XIX-lea, dar manuscrisul a continuat să fie cel mai accesibil mijloc de transmitere aproape până la sfârșitul secolului.
Manuscrisele au fost culese de persoane literate (profesori de școală, fermieri și alții), apoi copiate și recopiate. Unele conțineau materiale vechi de câteva secole. Accesul la aceste manuscrise nu s-a redus doar la cei alfabetizați, deoarece erau citite cu voce tare la adunările locale. La sfârșitul secolului al XIX-lea, aceasta era situația în districtele în care se vorbea irlandeză.
De multe ori, manuscrisele erau duse în străinătate, mai ales în America. În secolul al XIX-lea, multe dintre acestea au fost culese de persoane sau instituții culturale.

### Tradiția anglo-irlandeză (1): În secolul al XVIII-lea
Jonathan Swift (1667–1745), un satiric vehement și versatil, a fost primul scriitor remarcabil în limba engleză din Irlanda. Swift a deținut de-a lungul timpului funcții oficiale atât în Anglia, cât și în Irlanda. Prin multe din lucrările sale, Swift și-a exprimat sprijinul pentru Irlanda în perioadele de frământări politice cu Anglia, inclusiv Proposal for Universal Use of Irish Manufacture - Propunere de uz universal a manufacturii irlandeze (1720), Drapier's Letters - Scrisorile negustorului (1724) și A Modest Proposal - O propunere modestă (1729), ceea ce i-a  adus statutul de irlandez patriot.
Oliver Goldsmith (1730–1774), născut în County Longford, s-a mutat la Londra, unde a aderat la curentul literar, deși poezia sa reflectă tinerețea petrecută în Irlanda. Cele mai celebre scrieri ale sale sunt: romanul The Vicar of Wakefield - Vicarul din Wakefield (1766), poemul pastoral The Deserted Village - Satul părăsit (1770) și piesele The Good-Natur'd Man - Omul de treabă (1768) și She Stoops to Conquer - Greșelile unei nopți (1771, pus în scenă pentru prima dată în 1773). 
Edmund Burke (1729–1797) s-a născut la Dublin și a reprezentat Partidul Whig în Camera Comunelor a Marii Britanii,  reușind să-și stabilească o reputație prin oratoriile și lucrările sale, caracterizate de o mare claritate filozofică, precum și de un stil literar lucid.

### Literatura în Ulster Scots (1): În secolul al XVIII-lea
Scoțienii, în principal vorbitori de galică, s-au stabilit în Ulster încă din secolul al XV-lea, dar foarte mulți locuitori din Lowlands (Țările de Jos) vorbitori de scoțiană, aproximativ 200.000, au sosit în secolul al XVII-lea, după Plantația din 1610, apogeul fiind atins în anii 1690. În zonele centrale ale așezărilor scoțiene, scoțienii au depășit numărul coloniștilor englezi cu cinci sau șase la unu.
Poeții scoțieni, precum Allan Ramsay (1686–1758) și Robert Burns (1759–96), au devenit foarte populari în regiunile din Ulster în care se vorbea scoțiana, de multe ori prin opere tipărite la nivel local. La toate acestea, s-a adăugat o renaștere a poeziei și un gen de proză în curs de dezvoltare în Ulster, care a început în jurul anului 1720. În jurul anului 1720 s-a conturat, practic, o tradiție de poezie și proză în Ulster Scots. Cea mai semnificativă a fost poezia „poeților țesători”, care a început să fie publicată după 1750, deși, încă din 1735, în Strabane, se publica un ziar.
Așa-numiții poeți țesători și-au căutat în Scoția modelele culturale și literare, dar nu au fost simpli imitatori. Deși moștenitori ai aceleiași tradiții literare, cu aceleași practici poetice și ortografice, distincția între scrisul tradițional scoțian din Scoția și cel din Ulster nu este întotdeauna ușor sesizabilă. Astfel de poeți au fost James Campbell (1758–1818), James Orr (1770–1816), Thomas Beggs (1749–1847).

## Perioada modernă: din 1800
În secolul al XIX-lea, engleza era pe cale să devină limba vernaculară dominantă. Până la Marea Foamete din anii 1840 și chiar și mai târziu, irlandeza era încă folosită în zone mari din sud-vest, vest și nord-vest.
Un poem lung renumit de la începutul secolului a fost Cúirt an Mheán Oíche (Curtea de la miezul nopții), o satiră viguroasă și inventivă, scrisă de Brian Merriman din County Clare. Copierea manuscriselor a continuat fără încetare. O astfel de colecție s-a aflat în posesia lui Amhlaoibh Ó Súilleabháin, profesor și negustor de stofe din județul Kilkenny, care a ținut un jurnal unic în limba irlandeză vernaculară între 1827 și 1835, referitor la evenimente locale și internaționale, cu o mulțime de informații despre viața de zi cu zi.
Marea foamete din anii 1840 a grăbit retragerea limbii irlandeze. Mulți vorbitori au murit de foame sau de febră, iar alții au emigrat. Școlile ascunse din deceniile anterioare, care au contribuit semnificativ la menținerea culturii native, au fost definitiv înlocuite cu un sistem de școli naționale, în care prioritară a devenit limba engleză. Alfabetizarea în irlandeză a fost limitată la un număr restrâns.
Clasa culturală dominantă era acum reprezentată de o puternic conturată clasă de mijloc vorbitoare de engleză. Câțiva dintre membrii acesteia au fost influențați de naționalismul politic sau cultural, iar unii au manifestat interes pentru literatura limbii irlandeze. Unul dintre aceștia a fost un tânăr cărturar protestant pe nume Samuel Ferguson, care a studiat limba în particular și a descoperit poezia ei, pe care a și început să o traducă. El a fost precedat de James Hardiman, care, în 1831, a publicat prima încercare complexă de a colecta poezie populară în irlandeză. Acestea și alte încercări au creat o punte între literaturile celor două limbi.

### Tradiția anglo-irlandeză (2)
Maria Edgeworth (1767–1849) a creat o bază mai puțin ambiguă pentru o tradiție literară anglo-irlandeză. Deși nu s-a născut irlandeză, s-a mutat în Irlanda tânără și s-a identificat puternic cu această țară. A fost o pionieră în romanul realist.
Alți romancieri irlandezi din secolul al XIX-lea au fost: John Banim, Gerald Griffin, Charles Kickham și William Carleton. Lucrările lor au avut tendința de a reflecta punctele de vedere ale clasei de mijloc sau ale nobililor, constituindu-se în ceea ce a ajuns să fie numit „romane ale marii case”. Carleton a fost o excepție, iar prin lucrarea sa, Trăsături și povești despre țărănimea irlandeză, a prezentat aspecte din viața de cealaltă parte a diviziunii sociale. Bram Stoker, autorul cărții Dracula, s-a situat în afara ambelor tradiții, la fel ca opera timpurie a Lordului Dunsany. Unul dintre cei mai importanți scriitori de povești cu fantome ai secolului al XIX-lea a fost Sheridan Le Fanu, cu lucrările Unchiul Silas și Carmilla.
Romanele și poveștile, în mare parte umoristice, ale lui Edith Somerville și Violet Florence Martin (care au scris împreună sub pseudonimul de Martin Ross), sunt printre cele mai ample produse ale literaturii anglo-irlandeze, chiar dacă scrise exclusiv din punctul de vedere al „marii case”. În 1894 au publicat The Real Charlotte (Adevărata Charlotte).
George Moore și-a petrecut mare parte a carierei timpurii la Paris și a fost unul dintre primii scriitori care a împrumutat tehnicile romancierilor realiști francezi în limba engleză.
Oscar Wilde (1854–1900), născut și educat în Irlanda, și-a petrecut a doua jumătate a vieții în Anglia. A scris și poezie, iar piesele sale se remarcă prin inteligența lor.
Dezvoltarea naționalismului cultural irlandez spre sfârșitul secolului al XIX-lea, culminând cu renașterea galică, a avut o influență impresionantă asupra literaturii irlandeze în limba engleză și a contribuit la renașterea literară irlandeză. Acest lucru reiese clar din piesele lui J.M. Synge (1871–1909), care a petrecut o vreme în Insulele Aran, unde se vorbea irlandeză, și în poezia timpurie a lui William Butler Yeats (1865–1939), care a folosit mitologia irlandeză în mod personal și idiosincratic.

### Literatura în limba irlandeză
La sfârșitul secolului al XIX-lea, odată cu Renașterea galică, s-a manifestat și o renaștere a interesului pentru limba irlandeză. Acest lucru a fost corelat cu înființarea în 1893 a Ligii Galice (Conradh na Gaeilge). Liga a insistat asupra faptului că identitatea Irlandei este strâns legată de limba irlandeză, care ar trebui modernizată și folosită ca instrument al culturii contemporane. Toate acestea au determinat publicarea a mii de cărți și broșuri în limba irlandeză, oferind fundamentul unei noi literaturi în următoarele decenii.
Patrick Pearse (1879–1916), profesor, avocat și revoluționar, a fost un pionier al literaturii moderniste în irlandeză. A fost urmat, printre alții, de Pádraic Ó Conaire (1881–1928), un individualist cu o înclinație puternic europeană. Unul dintre cei mai buni scriitori în limba irlandeză de la acea vreme a fost Seosamh Mac Grianna (1900–1990), autor al unei autobiografii consistente și al unor romane desăvârșite, deși perioada sa creativă a fost întreruptă de boală. Mai prolific a fost fratele său, Séamus Ó Grianna (1889–1969).
Tot în această perioadă au existat și autobiografii remarcabile provenind din zonele îndepărtate de limbă irlandeză din sud-vest – este vorba despre autobiografiile lui Tomás Ó Criomhthain (1858–1937), Peig Sayers (1873–1958) și Muiris Ó Súilleabháin (1904–1950).
Máirtín Ó Cadhain (1906–1970), un activist lingvistic, este unanim recunoscut drept decanul scriitorilor moderni în irlandeză (și totodată cel mai dificil), fiind comparat cu James Joyce. A scris nuvele, două romane și a cochetat cu jurnalismul. Máirtín Ó Direáin (1910–1988), Máire Mhac an tSaoi (1922-2021) și Seán Ó Ríordáin (1916–1977) au fost trei dintre cei mai buni poeți ai acelei generații. Eoghan Ó Tuairisc (1919–1982), care a scris atât în irlandeză, cât și în engleză, a fost remarcat pentru abilitatea sa de a experimenta atât în proză, cât și în versuri. Flann O'Brien (1911–66), din Irlanda de Nord, a publicat un roman în limba irlandeză, An Béal Bocht, sub pseudonimul Myles na gCopaleen.
Caitlín Maude (1941–1982) și Nuala Ní Dhomhnaill (n. 1952) au reprezentat o nouă generație de poeți, conștienți de tradiție, dar moderniști în viziune. Cel mai cunoscut din acea generație a fost, probabil, Michael Hartnett (1941–1999), care a scris atât în irlandeză, cât și în engleză, o perioadă chiar renunțând la cea din urmă.
În prezent, scrierea în irlandeză cuprinde o gamă largă de subiecte și genuri, în centrul atenției aflându-se cititorii mai tineri. Zonele tradiționale de limbă irlandeză (Gaeltacht) sunt acum o sursă mai puțin importantă de autori și teme. S-a înregistrat o creștere a numărului de vorbitori în irlandeză, ceea ce este probabil să determine natura literaturii.

### Literatura în Ulster Scots (2)
În zonele de limbă scoțiană din Ulster a existat o cerere considerabilă pentru lucrările poeților scoțieni, precum Allan Ramsay și Robert Burns, adesea în ediții tipărite la nivel local. Aceasta a fost completată cu lucrări scrise la nivel local, cea mai proeminentă fiind poezia poeților țesători, dintre care aproximativ 60 până la 70 de volume au fost publicate între 1750 și 1850, apogeul fiind atins în perioada 1810-1840. Acești poeți țesători au căutat în Scoția modele culturale și literare și nu au fost simpli imitatori, ci în mod clar moștenitori ai aceleiași tradiții literare, urmând aceleași practici poetice și ortografice. De multe ori, nu este ușor să distingem scrierea tradițională scoțiană din Scoția de cea din Ulster.
Printre poeții țesători s-au numărat: James Campbell (1758-1818), James Orr (1770-1816), Thomas Beggs (1749-1847), David Herbison (1800-1880), Hugh Porter (1780-1839) și Andrew McKenzie (1780-1839). Scoția a fost pomenită și în lucrările romancierilor W.G. Lyttle (1844-1896) și Archibald McIlroy (1860-1915). La mijlocul secolului al XIX-lea, școala de proză Kailyard devenise genul literar dominant, surclasând poezia. Aceasta a constituit o tradiție preluată din Scoția, care a continuat până la începutul secolului al XX-lea.
În secolul XX, o tradiție oarecum redusă a poeziei vernaculare a supraviețuit în opera unor poeți precum Adam Lynn, autor al colecției din 1911 Random Rhymes frae Cullybackey, John Stevenson (mort în 1932), scriind ca „Pat M'Carty” și John Clifford (1900-1983) din East Antrim. Un scriitor și poet prolific a fost și W.F. Marshall (8 mai 1888-ianuarie 1959), cunoscut sub numele de „Bardul din Tyrone”. Marshall a compus poezii precum Hi Uncle Sam (Salut, unchiule Sam), Me an' me Da (tradus Livin' in Drumlister - Trăind în Drumlister), Sarah Ann and Our Son (Sarah Ann și fiul nostru). A fost un lider în domeniul  limbii engleze Mid Ulster (dialectul predominant din Ulster).
Efectele polarizante ale politicii de utilizare a tradițiilor limbii engleze și irlandeze au limitat interesul academic și public, situație ce s-a menținut până în anii 1950, când au fost realizate studiile lui John Hewitt. Un impuls suplimentar a fost dat de explorarea mai generalizată a identităților culturale non-„irlandeze” și non-“engleze” în ultimele decenii ale secolului al XX-lea.
La sfârșitul secolului al XX-lea, a fost reînviată tradiția poetică din Ulster Scots, deși de multe ori practica ortografică tradițională a Scoției moderne a fost înlocuită cu o serie de idiolecte contradictorii. Poezia lui James Fenton, uneori plină de viață, autosuficientă, melancolică, este scrisă în limba scoțiană contemporană din Ulster, folosind cu precădere o formă de vers alb, dar ocazional și strofa Habbie. Ortografia folosită reprezintă  o combinație dificilă de dialect al ochilor, scoțiană densă și mai multe feluri de versificație decât cele folosite până acum. Michael Longley este un alt poet care a folosit scoțiana din Ulster în opera sa.
Scrisul lui Philip Robinson (1946-) a fost descris ca fiind la limita „kailyard post-modern”. A scris trilogia romanelor Wake the Tribe o Dan (1998), The Back Streets o the Claw (2000) și The Man frae the Ministry (2005), precum și cărți de povești pentru copii Esther, Quaen o tha Ulidian Pechts și Fergus an tha Stane o Destinie și două volume de poezie Alang the Shore (2005) și Oul Licht, New Licht (2009).
O echipă din Belfast a început să traducă fragmente din Biblie în scoțiana din Ulster. Evanghelia după Luca a fost publicată în 2009.

### Literatura irlandeză în limba engleză (secolul XX)

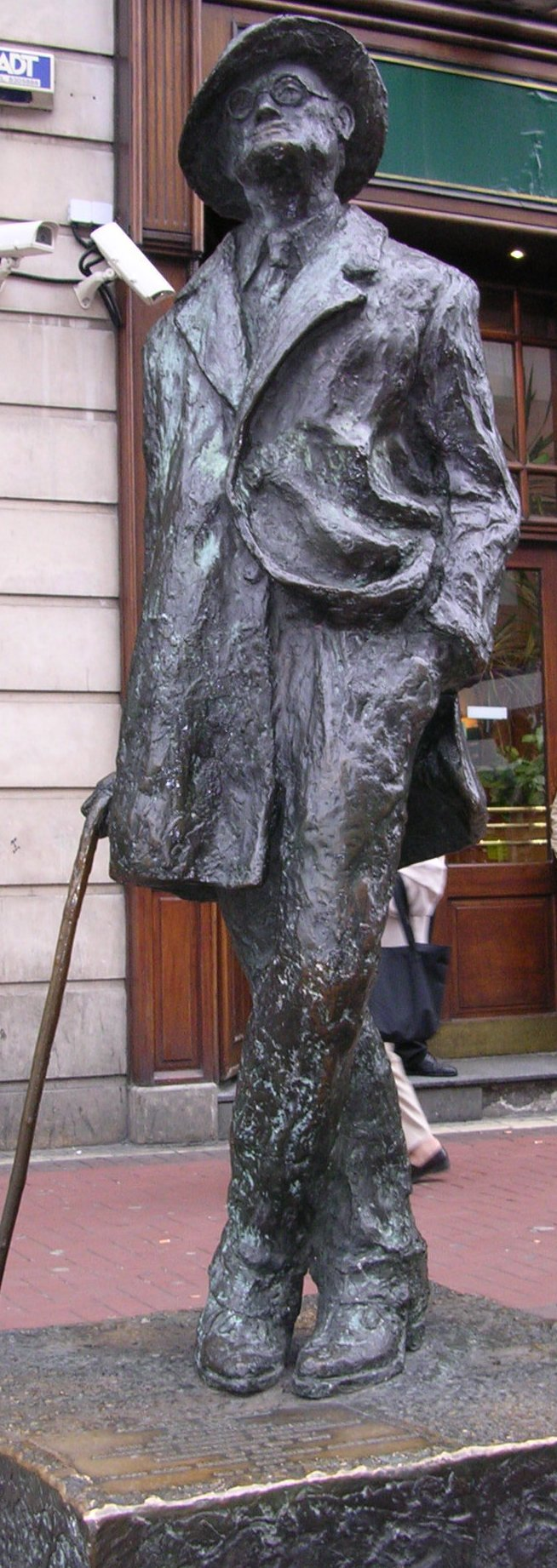
James Joyce

Poetul W.B. Yeats a fost inițial influențat de prerafaeliți și a folosit „tradițiile populare țărănești și mitul celtic antic” irlandez în poezia sa timpurie. Ulterior, a fost atras de poezia „mai viguroasă din punct de vedere intelectual” a lui John Donne, împreună cu Ezra Pound și T.S. Eliot, și a devenit unul dintre cei mai mari poeți moderniști ai secolului al XX-lea. Deși Yeats a fost un protestant anglo-irlandez, el a fost profund afectat de Rebeliunea de Paște din 1916 și a susținut independența Irlandei. A primit Premiul Nobel pentru literatură în 1923 și a fost membru al Senatului irlandez între 1922 și 1928.
Un grup de poeți irlandezi de la începutul secolului al XX-lea demn de remarcat sunt cei asociați cu Rebeliunea de Paște din 1916. Trei dintre ei, din conducerea republicană, Patrick Pearse (1879-1916), Joseph Mary Plunkett (1879-1916) și Thomas MacDonagh (1878-1916), au fost poeți consacrați. Cel mai influent avea să fie stilul celtic timpuriu al lui Yeats. Printre cei mai proeminenți adepți ai lui Yeats au fost Padraic Colum (1881-1972), F.R. Higgins (1896-1941) și Austin Clarke (1896-1974).
Modernismul poetic irlandez a luat avânt nu datorită lui Yeats, ci lui Joyce. Anii 1930 au fost martori la apariția unei generații de scriitori care s-au angajat în scrierea experimentală. Cel mai cunoscut dintre aceștia a fost Samuel Beckett (1906-1989), care a câștigat Premiul Nobel pentru Literatură în 1969. Poezia lui Beckett, deși deloc neglijabilă, nu îl reprezintă cel mai bine. Cei mai semnificativi dintre poeții irlandezi moderniști din a doua generație, care au publicat pentru prima dată în anii 1920 și 1930, au fost:Brian Coffey (1905-1995), Denis Devlin (1908-1959), Thomas MacGreevy (1893-1967), Blanaid Salkeld (1880-1959). și Mary Devenport O'Neill (1879-1967).
În timp ce Yeats și adepții săi au scris despre o Irlandă galică esențialmente aristocratică, realitatea era cu totul alta, Irlanda anilor 1930 și 1940 fiind o societate de mici fermieri și negustori. Inevitabil, din acest mediu a rezultat o generație de poeți care s-au răzvrătit împotriva exemplului lui Yeats, deși nu erau moderniști prin înclinație. Patrick Kavanagh (1904-1967), care provenea dintr-o fermă mică, a scris despre mediocritatea și frustrările vieții rurale. O nouă generație de poeți s-a format începând cu sfârșitul anilor 1950, poeți precum Anthony Cronin, Pearse Hutchinson, John Jordan și Thomas Kinsella, dintre care majoritatea au avut sediul la Dublin, în anii 1960 și 1970. Aici au fost fondate o serie de noi reviste literare în anii 1960: Poetry Ireland (Poezia Irlandei), Arena, The Lace Curtain (Cortina de dantelă), iar în anii 1970, Cyphers (Cifruri).
Deși romanele lui Forrest Reid (1875-1947) nu sunt tocmai bine cunoscute astăzi, a fost catalogat drept „primul romancier din Ulster de talie europeană”, făcându-se comparații între propriul său roman de maturitate din Belfast-ul protestant, În urma întunericului (1912) și romanul fundamental al lui James Joyce despre cum e să crești în Dublinul catolic, A Portrait of the Artist as a Young Man - Portret al artistului la tinerețe (1924). Ficțiunea lui Reid, care folosește adesea narațiuni submersive pentru a explora frumusețea și dragostea masculină, poate fi plasată în contextul istoric al apariției unei expresii mai explicite a homosexualității în literatura engleză în secolul al XX-lea.
James Joyce (1882-1941) este unul dintre cei mai importanți romancieri din prima jumătate a secolului al XX-lea și un pionier important în utilizarea tehnicii intitulate „fluxul conștiinței”, în celebrul său roman Ulise (1922). Ulise a fost descris ca „o demonstrație și o însumare a întregii mișcări moderniste”. Joyce a mai scris Finnegans Wake (1939), Dubliners (1914) și semi-autobiograficul A Portrait of the Artist as a Young Man - Portret al artistului la tinerețe (1914–15). Ulise, adesea considerat a fi cel mai semnificativ roman al secolului XX, este, în esență, povestea unei zile din viața unui oraș, Dublin. Cu o narațiune abordând o gamă uimitoare de stiluri, a reprezentat o carte de reper în dezvoltarea modernismului literar. Dacă Ulise este povestea unei zile, Finnegans Wake în schimb este o epopee a nopții, impregnată de logica viselor și scrisă într-o limbă inventată care parodiază engleza, irlandeză și latina.
Stilul profund modernist al lui Joyce a influențat generațiile viitoare de romancieri irlandezi, în special pe Samuel Beckett (1906-1989), Brian O'Nolan (1911-66, cel care a publicat ca Flann O'Brien și ca Myles na gCopaleen) și Aidan Higgins (1927-2015). O'Nolan a fost bilingv, ficțiunea sa fiind marcată de tradiția autohtonă, în special în ceea ce privește calitatea imaginativă a narațiunii și spiritul critic al satirei, în lucrări precum An Béal Bocht. Samuel Beckett, care a câștigat Premiul Nobel pentru Literatură în 1969, este una dintre marile figuri ale literaturii mondiale din secolul XX. Poate cel mai bine cunoscut pentru piesele sale, a scris și opere de ficțiune, printre care Watt (1953) și trilogia formată din Molloy (1951), Malone Dies (1956) și The Unnmable (1960), toate trei fiind scrise și publicate, pentru prima dată, în franceză.
Romanul de casă mare a prosperat în secolul XX, iar primul roman al lui Aidan Higgins (1927-2015), Langrishe, Go Down (1966) este un exemplu experimental al acestui gen. Autori mai convenționali au fost Elizabeth Bowen (1899-73) și Molly Keane (1904-96) (scriind ca M.J. Farrell).
Odată cu formarea Statului Irlandez Liber și a Republicii Irlanda, au început să apară mai mulți romancieri din clasele sociale inferioare. Aceștia au scris mai ales despre viețile limitate și circumscrise ale claselor inferioare și ale micilor fermieri. Reprezentativi pentru acest stil au fost Brinsley MacNamara (1890-1963) și John McGahern (1934-2006). Alți romancieri importanți de la sfârșitul secolului XX și începutul secolului XXI sunt: John Banville, Sebastian Barry, Seamus Deane, Dermot Healy, Jennifer Johnston, Patrick McCabe, Edna O'Brien, Colm Tóibín, William Trevor, Colum McCann, Anne Enright și Roddy Doyle.
Nuvela irlandeză s-a dovedit a fi un gen popular, cu autori cunoscuți, printre care Frank O'Connor, Seán Ó Faoláin și William Trevor.
În total, patru scriitori irlandezi au câștigat Premiul Nobel pentru Literatură: W.B. Yeats, George Bernard Shaw, Samuel Beckett și Seamus Heaney.

### Literatura Irlandei de Nord
După 1922, Irlanda a fost împărțită în Statul Irlandez Liber independent și Irlanda de Nord, care a păstrat o legătură constituțională cu Regatul Unit. De câteva secole, Irlanda de Nord este formată din două comunități distincte, protestanții, scoțieni din Ulster și catolicii irlandezi. În timp ce majoritatea protestanților sunt în favoarea legăturilor constituționale cu Regatul Unit, majoritatea catolicilor ar prefera o Irlanda Unită. Diviziunea culturală și politică de lungă durată a dus la violențe sectare la sfârșitul anilor 1960, perioadă cunoscută sub numele de The Troubles (Problemele), care s-a încheiat oficial în 1998, deși violența sporadică a continuat. Această diviziune culturală a creat, cu mult înainte de 1922, două culturi literare distincte.
C.S. Lewis (1898-1963) și Louis MacNeice (1907-63) sunt doi scriitori care s-au născut și au crescut în Irlanda de Nord, dar ale căror cariere i-au purtat în Anglia. C.S. Lewis a fost poet, romancier, academic, medievalist, critic literar, eseist, teolog laic și apologist creștin. Născut la Belfast, a deținut funcții academice atât la Universitatea Oxford, cât și la Universitatea Cambridge. Este cel mai bine cunoscut atât pentru lucrările sale de ficțiune, în special pentru Scrisorile lui Screwtape (1942), Cronicile din Narnia (1949-54) și Trilogia spațială (1938-45), cât și pentru non-ficțiunea sa creștină apologetică, cum ar fi Creștinismul pur și simplu, Miracole și Problema durerii. Credința a avut un efect profund asupra operei sale, iar emisiunile radio pe tema creștinismului, realizate în timpul războiului, i-au adus o mare popularitate.
Louis MacNeice a fost poet și dramaturg. A făcut parte din generația de „poeți treizeciști”, care i-a inclus pe W.H. Auden, Stephen Spender și Cecil Day-Lewis, un grup supranumit „MacSpaunday” - nume inventat de Roy Campbell, în Talking Bronco (1946). Lucrările i-au fost larg apreciate de public în timpul vieții sale. Niciodată la fel de deschis (sau simplist) politic precum unii dintre contemporanii săi, opera sa reflectă o opoziție umană față de totalitarism, precum și o conștientizare acută a rădăcinilor sale irlandeze. MacNeice s-a simțit înstrăinat de Irlanda de Nord presbiteriană, cu „ritualurile grupării Orange”, fiind mai degrabă prins între identitatea britanică și cea irlandeză.

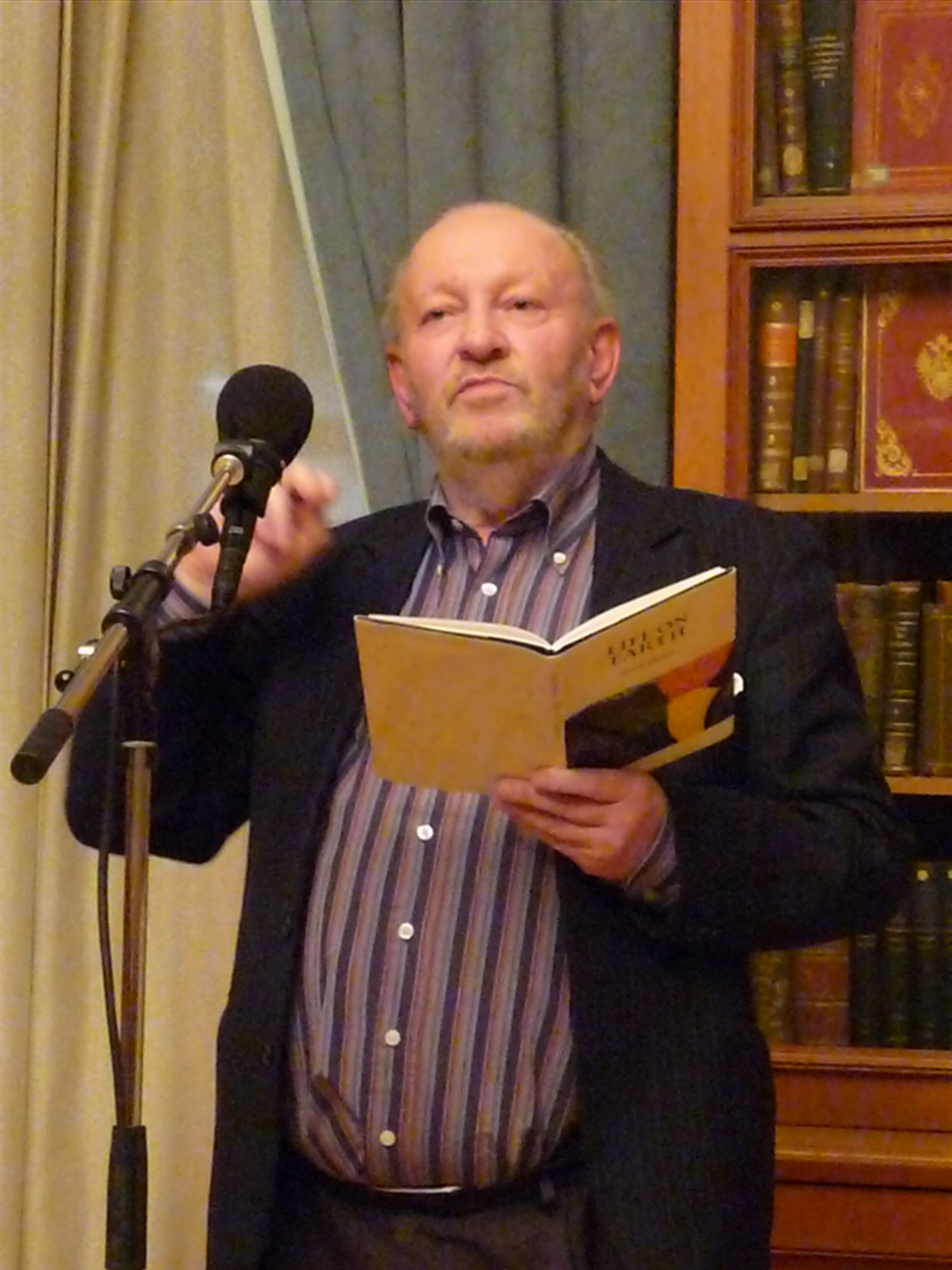
Derek Mahon

Începând cu 1945, în Irlanda de Nord s-au format, de asemenea, un număr de poeți importanți, printre care: John Hewitt, John Montague, Seamus Heaney, Derek Mahon, Paul Muldoon, James Fenton, Michael Longley, Frank Ormsby, Ciarán Carson și Medbh McGuckian. John Hewitt (1907-87), pe care mulți îl consideră a fi părintele fondator al poeziei nord-irlandeze, s-a născut la Belfast și a început să publice în anii 1940. Hewitt a fost numit primul scriitor rezident la Queen's University, din Belfast, în 1976. Colecțiile sale cuprind Ziua cristeiului de câmp (1969) și În afara timpului: Poeme din 1969 până în 1974 (1974) și Poeme în 1991.
John Montague (1929-) s-a născut la New York și a crescut în County Tyrone. A publicat o serie de volume de poezie, două culegeri de povestiri și două volume de memorii. Montague și-a publicat prima colecție în 1958 și pe a doua în 1967. În 1998 a devenit primul titular al Catedrei de poezie din Irlanda (practic, Poet laureat al Irlandei). Seamus Heaney (1939-2013) este cel mai faimos dintre poeții care s-au remarcat în anii 1960, fiind și câștigător al premiului Nobel în 1995. În anii 1960, Heaney, Longley, Muldoon și alții făceau parte din așa-numitul Grup Belfast. În traducerea sa în versuri a lui Beowulf (2000), Heaney folosește cuvinte din dialectul din Ulster. Catolic din Irlanda de Nord, Heaney a respins identitatea britanică și cea mai mare parte din viața sa a petrecut-o în Republica Irlanda.
Poezia lui James Fenton este scrisă în limba scoțiană contemporană din Ulster, iar Michael Longley (1939-) a experimentat cu Ulster Scots pentru traducerea versurilor clasice, precum în colecția sa din 1995, The Ghost Orchid - Orhideea fantomă. Longley, referindu-se la identitatea sa de poet nord-irlandez, a afirmat: „uneori mă simt britanic, iar uneori mă simt irlandez. Dar de cele mai multe ori nu mă simt nici britanic, nici irlandez, iar partea cea mai bună la Acordul de Vinerea Mare a fost că mi-a permis să mă simt mai mult din fiecare dacă aș vrea.” El a primit Medalia de Aur a Reginei pentru Poezie în 2001. Medbh McGuckian, (născută Maeve McCaughan, 1950) a publicat prima poezie în două pamflete în 1980, anul în care a primit un premiu Eric Gregory. Prima colecție importantă a lui Medbh McGuckian, The Flower Master - Stăpânul florilor (1982), a fost distinsă cu Premiul Rooney pentru literatură irlandeză, Premiul Ireland Arts Council (ambele în 1982) și Premiul Alice Hunt Bartlett (1983). În plus, a câștigat Premiul Cheltenham în 1989, pentru colecția sa On Ballycastle Beach și a tradus în engleză (împreună cu Eiléan Ní Chuilleanáin) The Water Horse - Căluțul de apă (1999), o selecție de poezii în irlandeză de Nuala Ní Dhomhnaill. Printre colecțiile ei recente se numără The Currach Requires No Harbors (2007) și My Love Has Fared Inland (2008). Paul Muldoon (1951-) a publicat peste treizeci de colecții și a câștigat un Premiu Pulitzer pentru Poezie și Premiul T.S. Eliot . A fost profesor de poezie la Oxford din 1999 până în 2004. Prima colecție Douăsprezece poezii a lui Derek Mahon (1941-) a apărut în 1965. Poezia sa, puternic influențată de Louis MacNeice și W.H. Auden, este „deseori sumbră și fără compromisuri”. Deși Mahon nu a fost un membru activ al Grupului Belfast, s-a asociat cu cei doi membri, Heaney și Longley, în anii 1960. În 1990, poezia Belfast Confetti a lui Ciarán Carson, despre consecințele unei bombe IRA, a câștigat Premiul Irish Times pentru poezie în literatura irlandeză.

Printre cei mai importanți romancieri din Irlanda de Nord se numără Flann O'Brien (1911-1966), Brian Moore (1921-1999) și Bernard MacLaverty (1942-). Flann O'Brien, Brian O'Nolan (în irlandeză Brian Ó Nualláin), a fost un romancier, dramaturg și satiric, fiind considerat o figură reprezentativă în literatura irlandeză din secolul XX. Născut în Strabane, County Tyrone, el este, de asemenea, considerat emblematic în literatura postmodernă. Romanele sale în limba engleză, precum At Swim-Two-Birds (Când înoată două păsări) și The Third Policeman (Al treilea polițist), au fost scrise sub pseudonimul Flann O'Brien. Numeroasele sale coloane satirice din The Irish Times și un roman în limba irlandeză An Béal Bocht au fost scrise sub numele Myles na gCopaleen. Romanele lui O'Nolan s-au bucurat de mare succes pentru umorul lor bizar și metaficțiunea modernistă. Ca romancier, O'Nolan a fost puternic influențat de James Joyce. El a fost totuși sceptic cu privire la cultul lui Joyce, care umbrește o mare parte din scrierile irlandeze, spunând „În numele lui Dumnezeu declar că, dacă mai aud numele Joyce încă o dată, cu siguranță voi vomita la gunoi”. Brian Moore a fost, de asemenea, scenarist și a emigrat în Canada, unde a trăit din 1948 până în 1958 și a scris primele sale romane. Apoi s-a mutat în Statele Unite. A fost apreciat pentru modul în care descrie în romanele sale viața în Irlanda de Nord după cel de-al Doilea Război Mondial, în special pentru explorările sale asupra diviziunilor intercomunale din The Troubles (perioada turbulențelor). A primit premiul James Tait Black Memorial în 1975 și premiul inaugural Sunday Express Book of the Year în 1987 și a fost selectat de trei ori pentru Premiul Booker (în 1976, 1987 și 1990) . Acțiunea romanului său Judith Hearne (1955) sedesfășoară în Belfast. Bernard MacLaverty, din Belfast, a scris romanele Cal; Lamb (1983), care descrie experiențele unui tânăr catolic irlandez implicat în IRA; Grace Notes, care a fost selecționat pentru Premiul Booker din 1997 și The Anatomy School. De asemenea, a scris cinci colecții apreciate de povestiri, dintre care cea mai recentă este Matters of Life & Death (Probleme de viață și moarte). Din 1975 locuiește în Scoția.
Alți scriitori de seamă din Irlanda de Nord au fost poetul Robert Greacen (1920-2008), romancierul Bob Shaw (1931-1996) și romancierul de science fiction Ian McDonald (1960). Robert Greacen, împreună cu Valentin Iremonger, au editat o antologie importantă, Contemporary Irish Poetry (Poezie irlandeză contemporană), în 1949. Robert Greacen s-a născut în Derry, a trăit în Belfast în tinerețe și apoi la Londra în anii 1950, 60 și 70. A câștigat Premiul Irish Times pentru Poezie în 1995, pentru Poezii culese și, ulterior, s-a mutat la Dublin, fiind ales membru al Aosdanei. Shaw a fost un autor de science fiction, remarcat pentru originalitatea și inteligența sa. A câștigat premiul Hugo pentru cel mai bun scriitor fan în 1979 și 1980. Nuvela sa „Lumina altor zile” a fost nominalizată la premiul Hugo în 1967, la fel ca și romanul său The Ragged Astronauts (Astronauții zdrențăroși) în 1987.

### Teatrul

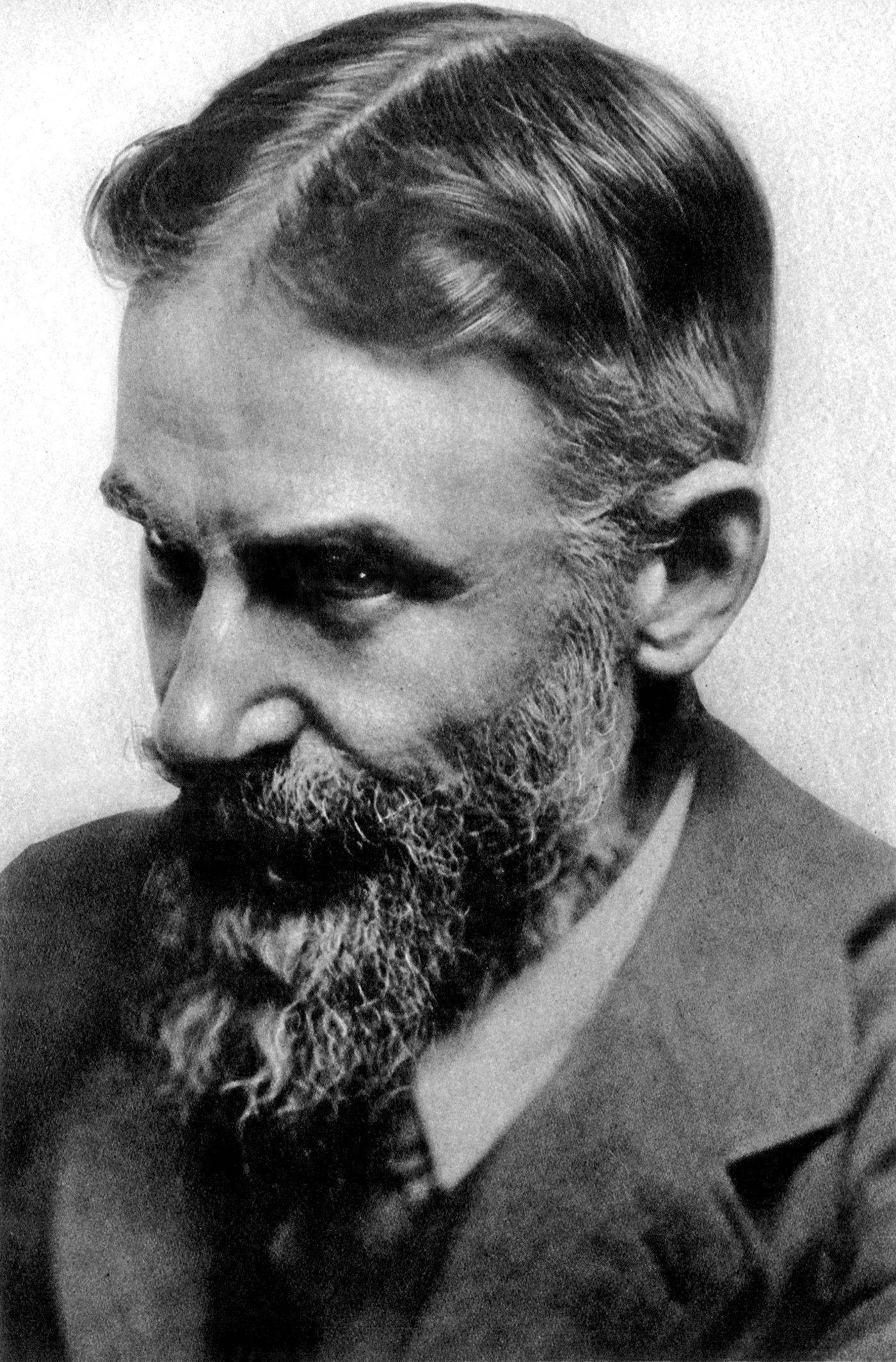
George Bernard Shaw

Prima atestare documentară a unei producții teatrale din Irlanda este punerea în scenă a piesei Gorboduc din 1601, prezentată de Lordul Mountjoy, lord deputat al Irlandei, în Sala Mare din Castelul Dublin. Mountjoy a inițiat o modă, iar în următorii treizeci de ani spectacolele private au devenit obișnuite în marile case din toată Irlanda. Teatrul de pe strada Werburgh din Dublin este, de regulă, considerat „primul teatru din oraș construit la comandă”, „singurul loc de reprezentații din afara Londrei de dinaintea Restaurației” și „primul teatru irlandez”. Teatrul de stradă Werburgh a fost înființat de John Ogilby înainte de 1637,  poate chiar din 1634.
Primii dramaturgi irlandezi remarcabili au fost: William Congreve (1670-1729), autorul cărții The Way of the World - Calea lumii (1700) și unul dintre cei mai interesanți scriitori de comedii din perioada Restaurației din Londra; Oliver Goldsmith (1730-74) autor al cărților The Good-Natur'd Man - Omul de treabă (1768) și She Stoops to Conquer - Greșelile unei nopți (1773); Richard Brinsley Sheridan (1751-1816), cunoscut pentru The Rivals - Rivalii și The School for Scandal - Școala de scandal. Goldsmith și Sheridan au fost doi dintre cei mai de succes dramaturgi de pe scena londoneză a secolului al XVIII-lea.
Dion Boucicault (1820-90) a fost faimos pentru melodramele sale. Până la sfârșitul secolului al XIX-lea, Boucicault devenise cunoscut pe ambele maluri ale Atlanticului drept unul dintre cei mai talentați actori-dramaturgi-manageri ai epocii în teatrul de limbă engleză. The New York Times l-a numit în necrologul său drept „cel mai remarcabil dramaturg englez al secolului al XIX-lea”.
Teatrul irlandez a căpătat contur în ultimul deceniu al secolului, odată cu înființarea la Dublin, în 1899, a Teatrului Literar Irlandez și cu apariția dramaturgilor George Bernard Shaw (1856-1950) și Oscar Wilde (1854-1900), deși ambii au scris piese pentru teatrul din Londra. Cariera lui Shaw a început în ultimul deceniu al secolului al XIX-lea și a cuprins peste 60 de piese de teatru. George Bernard Shaw a transformat teatrul edwardian într-o arenă pentru dezbateri despre probleme politice și sociale importante, cum ar fi căsătoria, clasa, „moralitatea armelor și războiului” și drepturile femeilor.
În 1903, mai mulți dramaturgi, actori și angajați ai unor companii au înființat Societatea Irlandeză Națională de Teatru, care ulterior a devenit Teatrul Abbey. Aici au fost interpretate piese de W.B. Yeats (1865-1939), Lady Gregory (1852-1932), John Millington Synge (1871-1909) și Seán O'Casey (1880-1964). Totodată, prin introducerea de către Yeats, prin Ezra Pound, a elementelor teatrului Noh din Japonia, constând în tendința de a mitologiza situațiile cotidiene, precum și printr-un accent deosebit de puternic pe scrierile în dialectele hiberno-englezei, Teatrul Abbey avea să creeze un stil care îi va fascina pe viitorii dramaturgi irlandezi.
Cea mai faimoasă piesă a lui Synge, The Playboy of the Western World - Playboy-ul din Occident, „a stârnit indignare și revoltă la prima reprezentație” din 1907, la Dublin. O'Casey a fost un socialist devotat și primul dramaturg irlandez important care a scris despre clasele muncitoare din Dublin. Prima piesă acceptată a lui O'Casey, The Shadow of a Gunman - Umbra unui pistolar, a cărei acțiune se petrece în timpul Războiului Irlandez de Independență, s-a jucat la Teatrul Abbey, în 1923. Au urmat Juno and the Paycock - Juno și păunul (1924) și The Plough and the Stars - Plugul și stelele (1926). Prima piesă dezbate consecințele Războiului Civil Irlandez pentru populația săracă a clasei muncitoare din oraș, în timp ce acțiunea celei de-a doua are loc la Dublin în 1916, în preajma Răscoalei de Paște.
Teatrul Gate, fondat în 1928 de Micheál MacLiammóir, a prezentat publicului irlandez multe opere ale clasicilor scenei irlandeze și europene.
Secolul al XX-lea a văzut o serie de dramaturgi irlandezi care au devenit faimoși, precum: Denis Johnston (1901-84), Samuel Beckett (1906-89), Brendan Behan (1923-64), Hugh Leonard (1926-2009), John B. Keane (1928-2002), Brian Friel (1929-2015), Thomas Kilroy (1934-), Tom Murphy (1935-2018) și Frank McGuinness (1953-).
Cele mai faimoase piese ale lui Denis Johnston sunt The Old Lady Says No! - Bătrâna spune nu! (1929) și The Moon in the Yellow River - Luna din râul galben (1931).
Deși nu există nicio îndoială că Samuel Beckett a fost irlandez, a trăit mare parte din viață în Franța și a scris multe lucrări mai întâi în limba franceză. Cele mai cunoscute piese ale sale sunt Waiting for Godot - Așteptându-l pe Godot (1955) (inițial En attendant Godot, 1952), Endgame - Sfârșitul jocului (inițial Fin de partie ) (1957), Happy Days - Zile fericite (1961), în engleză. Operele sale au marcat profund drama britanică.

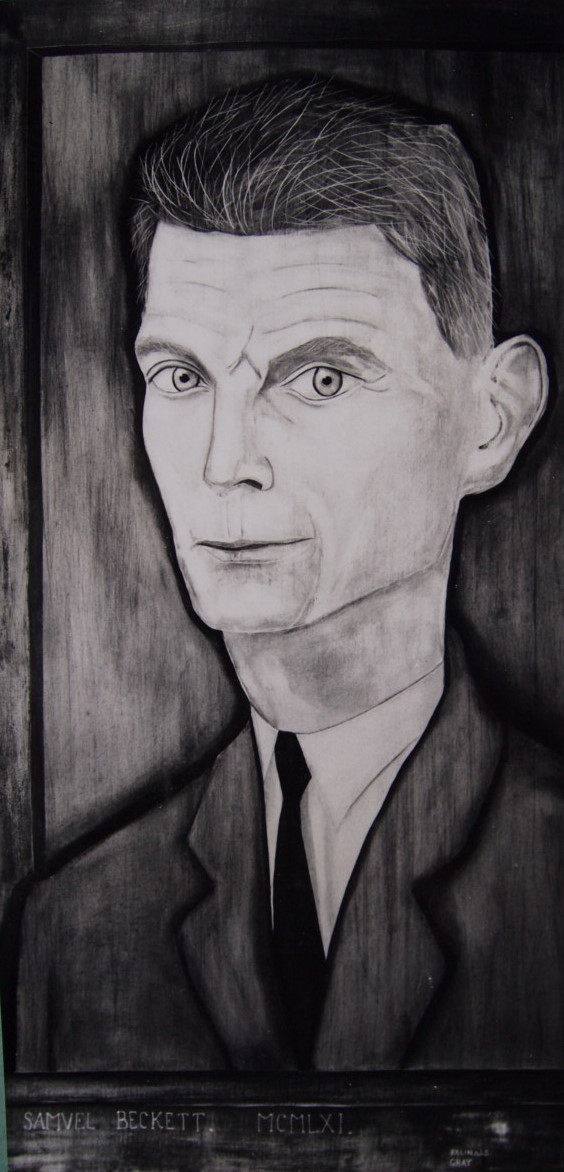
Samuel Beckett. Pictat de Reginald Gray, din viața la Paris 1961.

În 1954, prima piesă a lui Behan, The Quare Fellow, a fost pusă în scenă la Dublin. A avut succes, dar cea care i-a câștigat faima lui Behan a fost producția din 1956, de la Joan Littlewood 's Theatre Workshop din Stratford, Londra - notorietate sporită și de celebrul interviu de la postul de televiziune BBC, când autorul a apărut beat. Piesa lui Behan The Hostage - Ostaticul (1958), adaptarea în limba engleză a piesei sale în irlandeză An Giall, a fost bine primită la nivel internațional.
În anii 1960 și 1970, Hugh Leonard a fost primul scriitor irlandez important care și-a creat o carieră în televiziune, scriind foarte mult pentru televiziune, inclusiv piese originale, comedii, thrillere și adaptări ale romanelor clasice pentru televiziunea britanică. A fost însărcinat de către RTÉ să scrie Insurrection (Insurecție), o reconstrucție dramatică cu ocazia aniversării a cincizeci de ani de la revolta irlandeză de Paște din 1916. Cântecul tăcut al lui Leonard, adaptat pentru BBC după o nuvelă de Frank O'Connor, a câștigat Premiul Italia în 1967.
Trei dintre piesele lui Leonard s-au jucat pe Broadway: The Au Pair Man (1973), în care au jucat Charles Durning și Julie Harris; Da (1978) și O viață (1980). Dintre acestea,piesa Da, care nu se lansase pe Broadway, ci la Hudson Guild Theatre, iar apoi fusese transferată la Morosco Theatre, a fost cea mai apreciată, a rulat timp de 20 de luni și 697 de reprezentații, apoi în cadrul unui turneu în Statele Unite timp de zece luni. Aceasta i-a adus lui Leonard atât un premiu Tony, cât și un premiu Drama Desk pentru cea mai bună piesă. În 1988, s-a realizat o adaptare pentru televiziune.
Brian Friel, din Irlanda de Nord, a fost recunoscut ca un important dramaturg irlandez de limbă engleză aproape de la prima producție a filmului „ Philadelphia, Here I Come!” (Philadelphia, sosesc!) din Dublin, în 1964.
Tom Murphy este un dramaturg contemporan important, care a fost onorat de Teatrul Abbey în 2001 printr-un sezon retrospectiv format din șase dintre piesele sale. Printre acestea se numără epopeea istorică Famine - Foamete (1968), care tratează Marea Foamete din perioada 1846 - primăvara anului 1847, The Sanctuary Lamp - Lampa din sanctuar (1975), The Gigli Concert (1983) și Bailegangaire (1985).
Frank McGuinness a debutat cu piesa The Factory Girls (Fetele de la fermă), dar s-a consacrat cu piesa despre Primul Război Mondial, Observe the Sons of Ulster Marching Towards the Somme (Priviți fiii din Ulster mărșăluind spre Somme), care a fost pusă în scenă în Dublin's Abbey Theatre în 1985, precum și la nivel internațional. Piesa a devenit celebră atunci când a fost jucată la Teatrul Hampstead. I-a adus lui McGuinness numeroase premii, inclusiv London Evening Standard „Premiul pentru cel mai promițător dramaturg”.
Începând cu anii 1970, o serie de companii au contestat dominația Abbey, în încercarea de a introduce diferite stiluri și abordări. Printre acestea se numără Focus Theatre, The Children's T Company, Project Theatre Company, Druid Theatre, Rough Magic, TEAM, Charabanc și Field Day. Aceste companii au oferit cadrul propice pentru un număr de scriitori, actori și regizori, care s-au bucurat de succes pe scenele din Londra, Broadway și Hollywood.
Teatrul în limba irlandeză
Înainte de secolul al XX-lea, în limba irlandeză nu a existat dramă convențională. Renașterea galică a stimulat scrierea pieselor de teatru, ajutată fiind și de înființarea An Taibhdhearc, din 1928, un teatru dedicat limbii irlandeze. Teatrul Abbey a fost reconstituit ca teatru național bilingv în anii 1940 sub conducerea lui Ernest Blythe, însă elementul de limbă irlandeză și-a diminuat importanța.
În 1957, piesa lui Behan în limba irlandeză, An Giall, a debutat la Teatrul Damer din Dublin. Mai târziu, o adaptare în limba engleză a lui An Giall, Ostaticul, a cunoscut un mare succes la nivel internațional.
De atunci, genul dramatic în limba irlandeză a întâmpinat dificultăți grave, în ciuda existenței unor dramaturgi interesanți precum Máiréad Ní Ghráda. Fenomenul Taidhbhearc și-a pierdut din importanță și este dificil să se mențină standardele profesionale în lipsa unui public puternic și entuziast. Și totuși, tradiția persistă, datorită trupelor precum Aisling Ghéar.